# Pristimantis tribulosus
Espèce
Synonymes
- Eleutherodactylus tribulosus Lynch & Rueda Almonacid, 1997

Statut de conservation UICN

 CR B1ab(iii) : 
En danger critique
Pristimantis tribulosus est une espèce d'amphibiens de la famille des Craugastoridae.

## Répartition
Cette espèce est endémique du département de Caldas en Colombie. Elle se rencontre dans la municipalité de Samaná entre 1 900 et 2 400 m d'altitude sur le versant Est de la cordillère Centrale.

## Description
La femelle holotype mesure 26,5 mm.

## Publication originale
- Lynch & Rueda-Almonacid, 1997 : Three new frogs (Eleutherodactylus: Leptodactylidae) from cloud forests in eastern Departamento Caldas, Colombia. Revista de la Academia Colombiana de Ciencias Exactas Fisicas y Naturales, vol. 21, no 79, p. 131-142 (texte intégral).